# 宋洋
宋洋（1983年7月13日—），中国大陆男演員，畢業於北京電影學院表演系。

## 演出作品

### 電視劇
- 2006年《少年楊家將》飾 楊延定
- 2007年《聊齋奇女子》飾 方無愧
- 2008年《射鵰英雄傳》飾 尹志平
- 2008年《仙劍奇俠傳三》飾 溪風
- 2009年《玫瑰江湖》飾 何書淮
- 2010年《傳說》飾 祝融
- 2011年《大明嫔妃》飾 朱常洛
- 2012年《明珠游龙》飾 朱由校
- 2012年《千金》飾 李传宗
- 2013年《葉問》飾 阿寺
- 2014年《神鵰俠侶》飾 甄志丙
- 2014年《我為宮狂2》(網絡劇)飾 孟宇
- 2017年《深夜食堂》飾 阿龍
- 2020年《非常目击》(網絡劇)飾 山峰
- 2020年《万水千山风雨情》(2012年拍攝)飾 杜雨桥
- 2020年《潜梦追凶》(網絡劇)飾 袁不解
- 2022年《风云战国之枭雄》(纪录片)飾 太子丹
- 2022年《执念如影》(網絡劇)飾 高川
- 2024年《如果奔跑是我的人生》飾 秦峰
- 2024年《不讨好的勇气》(網絡劇)飾 徐云峰
- 2025年《真心英雄》飾 張煒
- 待播《不眠日（英语：Mobius (TV series)）》(網絡劇)

### 電影
- 2009年《為了母親的微笑》飾 金輝
- 2009年《神算子》飾 吳歡
- 2010年《夢斷韶華》飾 花小樓
- 2012年《倭寇的蹤跡》飾 梁痕錄
- 2014年《狙擊時刻》
- 2016年《箭士柳白猿》飾 柳白猿
- 2016年《師父》飾 耿良辰
- 2017年《建軍大業》飾 汪壽華
- 2018年《暴裂无声》飾 張保民
- 2019年《长安道》飾 邵宽城
- 2021年《误杀2》
- 2023年《不止不休》
- 2023年《觅渡》飾 瞿秋白
- 2023年《热搜》飾 何言
- 2023年《回西藏》飾 老孔
- 2024年《致命通话》(網絡電影)飾 明翰
- 2024年《从21世纪安全撤离》飾  王诚勇
- 2025年《比如父子》
- 待上映《拓星者》
- 待上映《燥梦英雄》

### 電視電影
- 2009年《魔幻疑凶》飾 沙飛、沙翔
- 2009年《狼牙魔咒》飾 朗峰
- 2009年《古玩迷局》飾 葉知秋
- 2009年《致命柔情》飾 司恒
- 2009年《黃梁記》飾 沈夢言
- 2009年《白狼行動》飾 白狼
- 2009年《生死暗鏢》飾 余少塵
- 2011年《女王》(其後改名為<追剿白狼>以電視劇於2014年播出)

### 舞台劇
- 《熱線電話》飾 高銘亮
- 《權貴之家內幕》飾 葉戈爾

### MV
- 千百惠：《女人別太傻》

### 节目主持
- 流行歌曲20VJ
- 愉快的星期六

## 獲得獎項
- 2002年：全國演員演技大獎STAR獎，同時獲最受歡迎獎
- 2004年：白獎藝術大獎最受歡迎獎
- 2004年：參加韓國Cyber放送獲演藝新人大獎
- 2005年：中國十大影視新星評選最佳新人獎

## 外部連結
- 宋洋的新浪博客
- 演员宋洋的新浪微博
- 宋洋在香港影庫上的簡介